# Arc (film, 1958)
Az Arc (Ansiktet) egy 1958-ban bemutatott, Ingmar Bergman által rendezett svéd filmdráma.

## Történet
|  | Alább a cselekmény részletei következnek! |

A film középpontjában Albert Vogler (Max von Sydow) vándorbűvész áll. Vogler állítólag különleges természetfeletti képességekre tett szert külföldi tartózkodása során, ezért a városi vezetők arra kérik Voglert, hogy a társulatával először nekik bizonyítsa képességeit, mielőtt a nagyközönség elé állna. A racionális gondolkodású városvezetők megpróbálják sarlatánnak beállítani, de Voglernek van még néhány trükkje a tarsolyában.

## Szereposztás
| Színész               | Szerep                  | Szinkron (2005)   |
| --------------------- | ----------------------- | ----------------- |
| Max von Sydow         | Albert Emanuel Vogler   | Haás Vander Péter |
| Ingrid Thulin         | Manda Vogler            | Pálfi Kata        |
| Gunnar Björnstrand    | Dr. Vergerus            | Máté Gábor        |
| Naima Wifstrand       | Vogler nagymama         | Hacser Józsa      |
| Bengt Ekerot          | Johan Spegel            | Kőszegi Ákos      |
| Bibi Andersson        | Sara                    | Botos Éva         |
| Gertrud Fridh         | Ottilia Egerman         | Csere Ágnes       |
| Erland Josephson      | Egerman konzul          | Csankó Zoltán     |
| Lars Ekborg           | Simson                  | Scherer Péter     |
| Toivo Pawlo           | Starbeck rendőrkapitány | Besenczi Árpád    |
| Åke Fridell           | Tubal                   | Csuja Imre        |
| Sif Ruud              | Sofia Garp              |                   |
| Oscar Ljung           | Antonsson               | Borbiczki Ferenc  |
| Ulla Sjöblom          | Henrietta Starbeck      |                   |
| Axel Düberg           | Rustan                  | Schmied Zoltán    |
| Birgitta Pettersson   | Sanna                   | Ruttkay Laura     |
| További magyar hangok |                         | Seder Gábor       |

## Érdekességek
A film távoli ihletéséül szolgált G. K. Chesterton Magic című színdarabja, amely Bergman kedvencei közé tartozott. A rendező svédül korábban színpadra is vitte az angol szerző művét.
Az Arc versenybe szállt Svédországot képviselve a 31. Oscar-gálán mint a „legjobb idegen nyelvű film”, de az Amerikai Filmakadémia nem választotta be a hivatalosan jelölt filmek közé.

## Díjak és jelölések
- BAFTA-díj (1960)
  - jelölés: legjobb külföldi film – Ingmar Bergman
- Velencei Nemzetközi Filmfesztivál (1959)
  - díj: zsűri különdíja – Ingmar Bergman
  - jelölés: Arany Oroszlán – Ingmar Bergman

## Fordítás
- Ez a szócikk részben vagy egészben  a   The_Magician (1958 film) című angol Wikipédia-szócikk fordításán alapul.  Az eredeti cikk szerkesztőit annak laptörténete sorolja fel. Ez a jelzés csupán a megfogalmazás eredetét és a szerzői jogokat jelzi, nem szolgál a cikkben szereplő információk forrásmegjelöléseként.